# 密西根州立大學校園

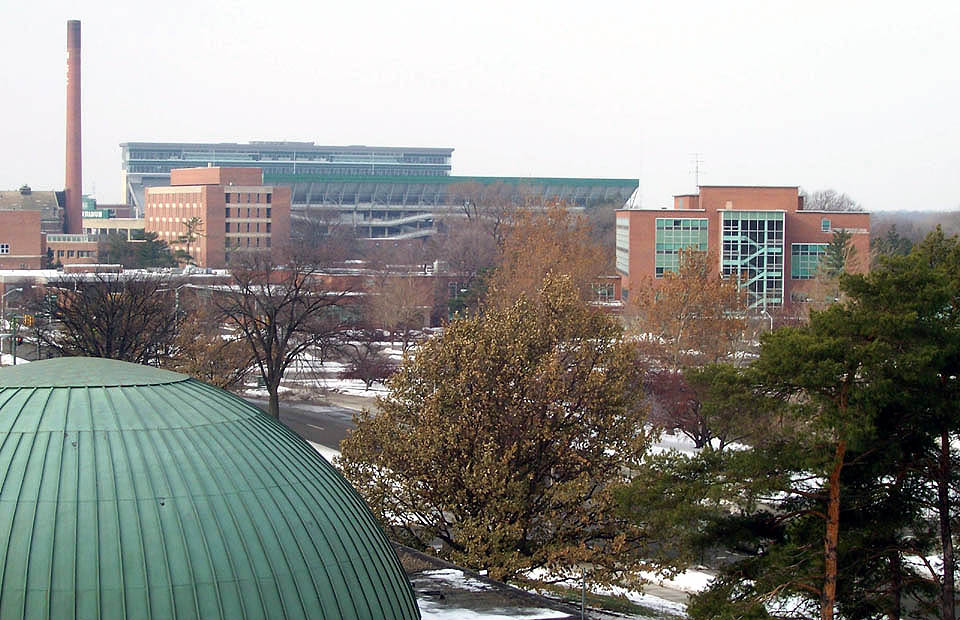
密西根州立大學校園

密西根州立大學校園位於雷德錫達河岸的東蘭辛的一片連續地帶。1855年校園在一片原始森林中建立，最早的三幢校舍今不復存。作為一所高等農業院校，校園原本位於蘭辛，但隨著學生人數增長，便轉向東蘭辛的北面開發。
作為一所規模龐大的大學，密西根州立大學除了擁有許多學術單位以外，也形成了城鎮聚落。校園的公共場所包含一個足球場、多功能舞臺、滑冰場、音樂廳、旅館以及高爾夫球場。校園也擁有自己的發電設施、垃圾焚化設施以及美國國家鐵路火車站。
概括而言，校園共有556幢建築：其中100幢為學術用途，131幢為農業用途，166間為食宿用途，42項運動設施。換言之，密西根州立大學共有2,114,754.2 平方公尺的室內面積。另外，該大學也擁有44項非校園內資產，共有89平方公里的校地分佈在28個郡。